# 松城街道 (霞浦县)
松城街道是中国福建省宁德市霞浦县下辖的一个街道。

## 历史沿革
2003年7月，福建省人民政府批准霞浦县松城镇和州洋乡撤销并设立松城街道和松港街道，松城街道下辖原松城镇的全部区域和原州洋乡下辖的6个行政村，2004年1月，松城街道和松港街道正式挂牌成立。

## 行政区划
松城街道共辖12个社区、6个行政村，分别是：
龙津社区、西关社区、彩虹社区、城北社区、松兴社区、俊星社区、中乘社区、俊贤社区、万贤社区、集贤社区、龙贤社区、兴贤社区、青福村、墓斗村、涌山村、马洋村、宝清村和七宝洋村。